# トガリネズミ形類
トガリネズミ形類 (Soricomorpha) は、哺乳綱真無盲腸目に分類される側系統群。以前は哺乳綱の目の一つであるトガリネズミ形目とされていた。かつては旧食虫目（モグラ目、正確には無盲腸目）という大きな目に含まれるトガリネズミ形亜目であったが、食虫目が単系統ではないことが分かり、2005年にはアフリカトガリネズミ目、ハネジネズミ目、ハリネズミ形目が分離され、下記に示す4つの科が残ってトガリネズミ形目となった（食虫目自体は廃止された）。トガリネズミ形目とハリネズミ形目は近縁だが異なる系統であると考えられていたが、のちにトガリネズミ科とハリネズミ科を姉妹群とする複数の系統解析が得られ、トガリネズミ形目は側系統群として真無盲腸目にまとめられた。
トガリネズミ形類で最小の種はコビトジャコウネズミ Suncus etruscus で体長が約3.5cm、体重が2gに過ぎない。最大の種はキューバソレノドン Solenodon cubanus で体長は32cm、体重は1000gある。

## 分類
- トガリネズミ科 Soricidae
- モグラ科 Talpidae
- ソレノドン科 Solenodontidae  - キューバソレノドン、ハイチソレノドン
- ネソフォンテス科 †Nesophontidae - 絶滅